# ブナピー
ブナピーは、日本のホクト株式会社が開発した白いブナシメジ（通称：ホワイトぶなしめじ）の商品名であり、登録商標。品種の和名はホクトシロ1ゴウキン（ホクト白1号菌）。
外国語表記としては "Bunapi"、"Bunapi-shimeji"、"Bunapie" などが見られる。
ブナピーを擬人化した同名のキャラクター（#）についても本項で解説する。

## 概要
2000年（平成12年）、ホクト株式会社は長野県長野市にあるバイオテクノロジー開発施設にて、自社の開発既成品種である「ホクト8号菌」（1998年3月13日、品種登録）と「ホクト12号菌」（2002年9月30日、品種登録）を用い、紫外線照射した双方の菌株を交配させて、その菌株の中から選抜したのち、増殖を行いながら特性の調査を継続し、特性の安定性を目指した結果、新品種の開発に成功すると、2002年（平成14年）4月をもって栽培を開始し、同年7月10日に「ブナピー」との商品名で日本国内にて発売した。
白色で見た目にも美しいブナシメジの新品種は市場で好評を博し、以後、ホクトの主力商品および代名詞的商品となった。同年9月に登場した可愛いCMキャラクターも知名度と人気の獲得に効果的であった。
当品種は「ホクトシロ1ゴウキン（ホクト白1号菌）」という和名で農林水産省に品種登録申請され、2005年（平成17年）6月22日付けで認められている（登録番号第13294号）。
プルンとした歯ごたえ、つるんとした喉ごしの新食感を持つキノコといわれている。

## 記念日
のちにホクトは、ブナピーの発売日にちなんで7月10日を記念日「ブナピーの日」（cf. 日本の記念日一覧）と設定した（日本記念日協会に申請して認定を受けた）。

## ブナピー（キャラクター）
キャラクターとしての「ブナピー」は、商品の「ブナピー」を擬人化したものであるが、ホクトの取り扱い商品を擬人化して2002年（平成14年）9月を皮切りに広告・広報展開し、テレビCMを中心に人気を博すようになったマスコットキャラクター群（CMキャラクター群）である「きのこ組」に属する中心的1キャラクターである（■実像については右列の画像のパッケージと公式ウェブサイトを参照のこと）。
全身純白の体をした小柄な女の子で、花びらの形をしたオレンジ色の髪飾りを付けている。天然ボケ系で乙女チック、夢見がちで純粋な娘。誕生日は「ブナピーの日」と同じく7月10日。